# 1004

## Události
- spojené síly Jindřicha II. a Čechů vyhnaly Boleslava Chrabrého z Čech. V bojích padl Soběbor, poslední známý Slavníkovec

## Narození
- ? – Eduard III. Vyznavač, anglický král († 5. ledna 1066)

## Úmrtí
- 25. ledna – Giselher z Magdeburgu, arcibiskup (* ?)
- 11. července – Theobald II. z Blois, hrabě z Blois (* kolem 980)
- 4. listopadu – Ota I. Korutanský, korutanský vévoda a veronský markrabě (* kolem 948)
- 13. listopadu – Abbon z Fleury (* 940/945)
- 22. listopadu – Esiko z Merseburku (* ?)
- ? – Abbo z Fleury, francouzský teolog, pedagog a diplomat (* ? 945)
- ? – Adéla Akvitánská, francouzská královna (* kolem 945)
- ? – Centulle III. z Béarnu, vikomt z Béarnu (* ?)
- ? – Guy I. z Mâconu, hrabě z Mâconu (* 975)
- ? – Soběslav, libický vévoda (* ?)

## Hlavy států
- České knížectví – Jaromír
- Svatá říše římská – Jindřich II.
- Papež – Jan XVIII.
- Anglické království – Ethelred II.
- Francouzské království – Robert II.
- Polské knížectví – Boleslav I. Chrabrý
- Uherské království – Štěpán I. svatý

- Byzanc – Basileios II. Bulgaroktonos
- Bulharsko – Samuel
- Chorvatsko – Křesimír III.
- Afghánistán – Mahmúd z Ghazny
- Čína – Šeng-cung Šenc-cung, Čen-cung (dynastie Severní Sung)
- Lucembursko – Henri I.
- Gruzie – Bagrad III. Sjednotitel